# Bartenshagen-Parkentin
Bartenshagen-Parkentin es un municipio situado en el distrito de Rostock, en el estado federado de Mecklemburgo-Pomerania Occidental (Alemania). Tiene una población estimada, a fines de 2023, de 1325 habitantes.